# Хребет Петра Первого
Хребе́т Петра́ Пе́рвого (хребет Петра Великого) — горный хребет на Западном Памире в Таджикистане, между реками Сурхоб и Обихингоу. Отходит на запад от хребта Академии Наук в районе пика Исмоила Сомони, где находится знаменитое Памирское фирновое плато.
Длина хребта составляет около 200 км, средняя высота — 4300 м на западе и 6000 м на востоке. Высшая точка — пик Москва (6785 м). Для хребта характерны пилообразные гребни, глубокие ущелья и высокая сейсмичность.
На склонах произрастают кленовые леса, сменяющиеся арчовым редколесьем и зарослями кустарников; выше — гималайские и альпийские луга. На хребте расположено 487 ледников общей площадью около 480 км². Хребет сложен главным образом песчаниками и конгломератами.